# 태양의 그림자 (2009년 영화)
《태양의 그림자》(Shadows In The Sun)는 영국에서 제작된 데이비드 록새비지 감독의 2009년 드라마 영화이다. 진 시먼스 등이 주연으로 출연하였고 닉 오헤이건 등이 제작에 참여하였다.

## 출연

### 주연
- 진 시먼스
- 제이미 도넌
- 제임스 윌비

### 조연
- 오필리아 러비본드
- 토비 말로

## 기타
- 공동제작: 제임스 영스
- 협력프로듀서: 믹 워드
- 의상: 앨리스 울프바우어